# Schaubergwerk Volle Rose

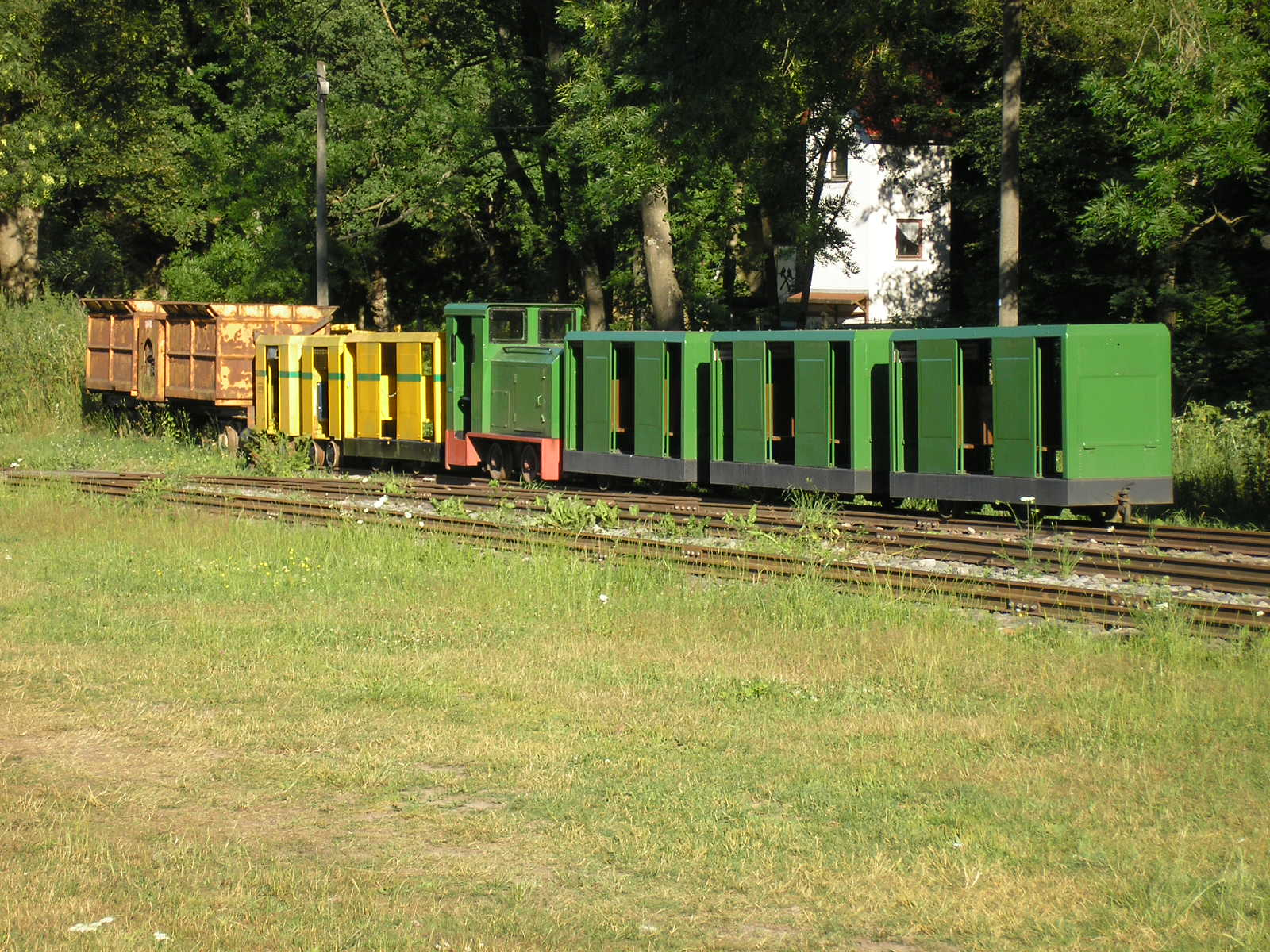
Ein Besucherzug vorm Schaubergwerk

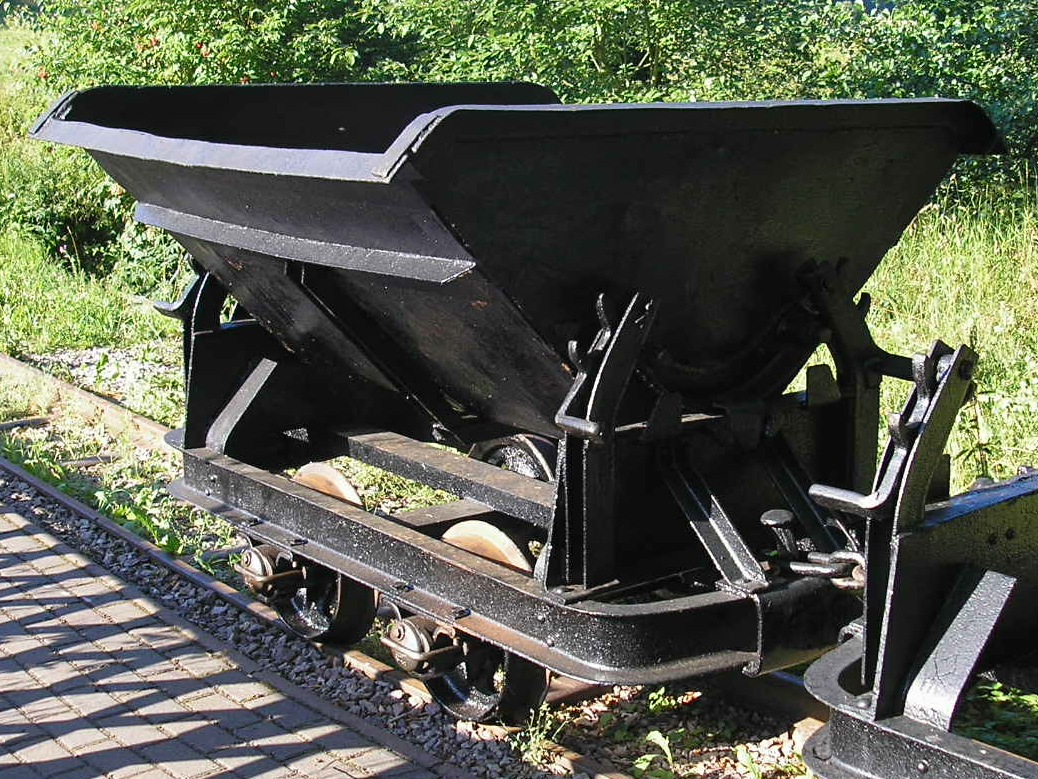
Ein Muldenkippwagen, der früher zum Erztransport diente

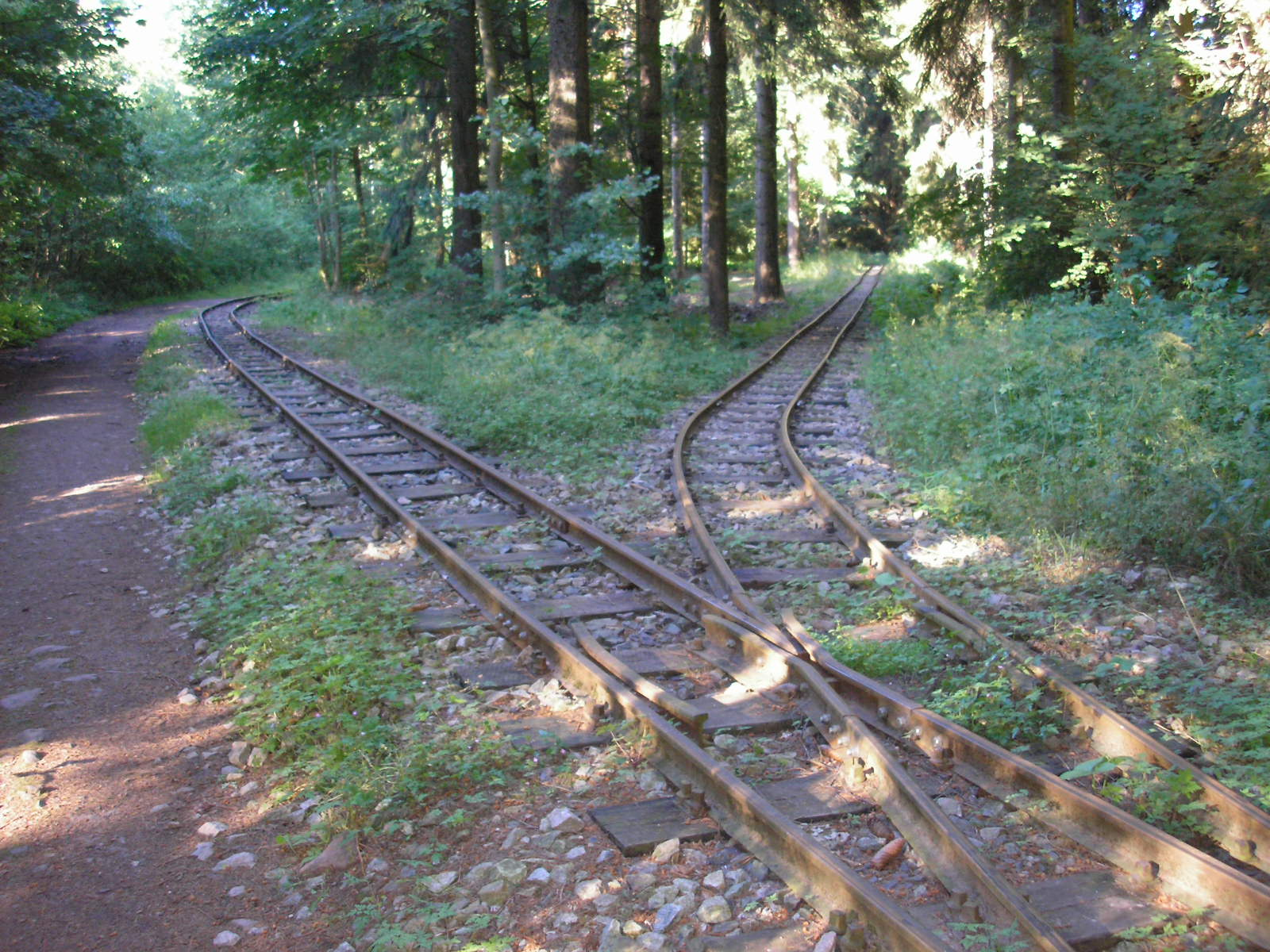
Gleise der Lorenbahn im Schortetal

Das Schaubergwerk „Volle Rose“ ist ein Schaubergwerk im Schortetal bei Ilmenau in Thüringen. Das Schaubergwerk ist zwischen April und Oktober täglich außer montags geöffnet. Führungen finden halbstündlich statt. Dabei werden Maschinen und Abbautechniken erläutert, die früher zum Einsatz kamen. Ebenfalls enthalten ist hier die Einfahrt mit der Lorenbahn in den Stollen.

## Lage
Das Schaubergwerk liegt im Tal der Schorte, südlich von Ilmenau im Thüringer Wald. Es nutzt den Stollen „Volle Rose“, der nur einer von zahlreichen ehemaligen Förderstollen im Oehrenstöcker Revier ist. Das Grubenfeld ist nach dem Erzengel Michael „Michael“ benannt. Abgebaut wurden auf der Ostseite (Oehrenstöcker Seite) der Schorte unter dem 805 Meter hohen Pferdeberg und dem 774 Meter hohen Kienberg Fluss- und Schwerspat und auf der Westseite (Ilmenauer Seite) unter dem 749 Meter hohen Lindenberg Mangan. Das Mundloch liegt etwa 490 m ü. NHN nahe der Schortemühle. Der Stollen „Volle Rose“ ist etwa 350 Meter lang.

## Lorenbahn
Im Schortetal wurde Ende des 19. Jahrhunderts eine Lorenbahn mit 600 mm Spurweite gelegt. Sie führte von den Förderstollen der Erze bis zum etwa drei Kilometer entfernten Grenzhammer, wo die Erze gepocht und auf die Eisenbahn verladen werden konnten. Ebenso führte die Lorenbahn in die Stollen hinein. Nach dem Zweiten Weltkrieg wurde die Lorenbahn zurückgebaut, da man zum Abtransport der Erze nun LKWs nutzte. Somit wurden die Bahnen nur noch zur Arbeit im Stollen genutzt. Seit 2003 wird das Gleisnetz der Lorenbahn im Schortetal jedoch zu touristischen Zwecken erweitert, sodass es heute wieder bis zur etwa 1.500 Meter talabwärts liegenden Reinhardsmühle befahren werden kann. Insgesamt besteht ein ca. 3,5 km langer Rundkurs. Betrieben wird die Bahn mit Kleinlokomotiven aus weltweiter Vorkriegs- und Nachkriegsproduktion.

## Geschichte
Der Bergbau im Schortetal begann vermutlich im 17. Jahrhundert. Zunächst wurde nur Mangan gefördert, bis 1842 auch die Spatförderung begann. Während des Zweiten Weltkrieges waren im Bergwerk etwa ein Dutzend Zwangsarbeiter serbischer Herkunft tätig. Die Förderung von Mangan wurde 1949, die von Spat 1991 eingestellt. Die Erze besaßen Bedeutung für die Glas- und Porzellanindustrie Ilmenaus sowie im Zweiten Weltkrieg auch für die kleinen Rüstungsbetriebe in der Stadt. Seit 1991 gibt es das Schaubergwerk „Volle Rose“ als Museum. Es umfasst den Stollen „Volle Rose“, einige Kilometer Loren im Schortetal, das Bergbaumuseum „Luthersteufe“ an der Straße Ilmenau–Oehrenstock sowie die ehemaligen Betriebsanlagen des Spatbergbaus nahe der Schortemühle wie z. B. den Bahnhof oder die Maschinenhalle.

## Sonstiges
Auf dem Gelände des Schaubergwerks befindet sich mit dem Ilmenauer Fass außerdem das weltweit größte Rayleigh-Bénard-Experiment zum Studium hochturbulenter Konvektionsströmungen.